# Glenn Surgeloose
Glenn N. R. Surgeloose (Gand, 4 settembre 1989) è un ex nuotatore belga, specializzato nello stile libero e nella farfalla.

## Biografia
Ha rappresentato il Belgio ai Giochi olimpici estivi di Pechino 2008, Londra 2012 e Rio de Janeiro 2016
Agli europei di Berlino 2014 ha vinto la medaglia di bronzo nella 4x200 metri stile libero, con Louis Croenen, Emmanuel Vanluchene, Pieter Timmers e Ken Cortens.
Agli europei in vasca corta di Netanya 2015 ha vinto il bronzo nei 200 metri stile libero ad ex aequo con il russo Viacheslav Andrusenko, concludendo la gara alle spalle del tedesco Paul Biedermann e del connazionale Pieter Timmers.
Agli europei di Londra 2016 ha vinto la medaglia d'argento nella 4x200 metri stile libero, con Louis Croenen, Dieter Dekoninck, Pieter Timmers e Lorenz Weiremans, e il bronzo nella 4x100 metri, con Dieter Dekoninck, Jasper Aerents, Pieter Timmers e Louis Croenen.
Si è ritirato dopo i Giochi olimpici di Rio de Janeiro 2016.

## Palmarès
- Europei

Berlino 2014: bronzo nella 4x200 m sl;
Londra 2016: argento nella 4x200 m sl; bronzo nella 4x100 m sl;
- Europei in vasca corta

Netanya 2015: bronzo nei 200 m sl;
- Campionati europei giovanili di nuoto

Anversa 2007: bronzo nei 200 m sl; bronzo nella 4x100 m sl;